# Ширковец, Ольга Валериановна
Ольга Валериановна Ширковец (11 апреля 1955 года, Краматорск, Украинская ССР) — российский журналист и общественный деятель. Депутат Верховного Совета Республики Хакасия 2, 5, 7 созывов. Председатель Хакасского регионального отделения общероссийской общественной организации «Союз журналистов России». Заслуженный работник культуры Республики Хакасия.

## Биография
Родилась 11 апреля 1955 года в городе Краматорске Украинской ССР. После окончания школы, училась в Сумском государственном педагогическом институте по специальности «учитель русского языка и литературы».
Журналистскую карьеру начала в газете группы советских войск в Германии «Советская армия», где служил муж-офицер. После перевода в Хакасию в 1982 году стала трудиться в редакции областной газеты «Советская Хакасия», где прошла путь от технического секретаря до руководителя отделом информации.
В 1992 году выступила основателем и руководителем муниципального медиа-холдинга ИРТА «Абакан»: создатель и главный редактор городской газеты «Абакан», городского телевидения и радио, журнала «Абакан литературный».
Избиралась депутатом Хасского областного и Абаканского городского советов депутатов трудящихся, трижды избиралась депутатом Верховного Совета Республики Хакасия.
Работала председателем комитета Хакасского регионального отделения политической партии «Патриоты России», занимала должность генерального директора «Республиканской телевизионной сети» (РТС). Работает заместителем главного редактора республиканской газеты «Хакасия».
Председатель Хакасского регионального отделения общероссийской общественной организации «Союз журналистов России».
Член политической партии «Патриоты России».
Награждена Почетной грамотой Президента Российской Федерации, Почетной грамотой Республики Хакасия.